# Carmo da Cachoeira
Carmo da Cachoeira là một đô thị thuộc bang Minas Gerais, Brasil. Đô thị này có diện tích 505,947 km², dân số năm 2007 là 11656 người, mật độ 24,9 người/km².